# Сеттала
Сеттала (итал. Settala) — коммуна в Италии, в провинции Милан области Ломбардия.
Население составляет 6460 человек (на 2004 г.), плотность населения составляет 341 чел./км². Занимает площадь 17 км². Почтовый индекс — 20090. Телефонный код — 02.
Покровителем населённого пункта считается святой Амвросий Медиоланский. Праздник ежегодно празднуется 7 декабря.